# Alpaida scriba
Alpaida scriba este o specie de păianjeni din genul Alpaida, familia Araneidae. A fost descrisă pentru prima dată de Mello-leitao, 1940. Conform Catalogue of Life specia Alpaida scriba nu are subspecii cunoscute.